# Zalagyömörő
Zalagyömörő è un comune dell'Ungheria di 496 abitanti (dati 2001). È situato nella contea di Veszprém.